# Réforme fiscale espagnole de 1977
La réforme fiscale espagnole de 1977, menée pendant la transition politique vers la démocratie, conduit une rupture avec le système fiscal hérité du régime franquiste et à la modernisation et l’harmonisation avec les systèmes fiscaux d’Europe occidentale. La réforme a jeté les bases et les principes qui -avec de multiples modifications- forme le système fiscal espagnol à ce jours (2018). Elle a conduit à une modification substantielle de la répartition de la charge fiscale, à une augmentation de la capacité de perception et du nombre de contribuables en Espagne afin de financer les dépenses publiques d’un État-providence.

## Contexte
En 1977, le système fiscal hérité du régime franquiste est une structure inefficace et fortement régressive, qui à la capacité de financer des dépenses publiques très limitées et avec peu de flexibilité qui entrave la politique budgétaire en tant qu'instrument de stabilisation. Une lacune particulièrement pertinente dans le contexte de crise économique, dérivé de la crise pétrolière, que traverse l’économie espagnole depuis 1974 .
En 1972, le ministre des Finances de l’époque, Alberto Monreal Luque, charge l’Instituto de Estudios Fiscales et son directeur Enrique Fuentes Quintana, de préparer une éventuelle réforme fiscale, qui prendra la forme d'un livre-blanc de la réforme. Le 10 juin 1973, le ministre et le directeur de l'IEF présentèrent leur projet au général Franco, qui, bien accueilli par ce-dernier, provoqua le licenciement soudain de Monreal Luque et même la destruction des copies existantes du projet de réforme.
Le franquisme s’est avérée incompatible avec l’existence d’un système fiscal universel et progressif où l’efficacité et l’équité exige de profonds changements dans le système fiscal. La réforme fiscale de la transition démocratique espagnole doit comporter des principes et des objectifs différents pour la mise en place d’un nouveau cadre fiscal. En outre, le contexte économique de la crise pétrolière plonge l'Espagne dans un épisode inflationniste important, une forte croissance du chômage et du déficit public. Dans ce contexte, en octobre 1977, une réforme est entamée à travers les pactes dits de la Moncloa, signés par le gouvernement avec les principaux partis politiques, les syndicats et les organisations patronales les plus représentatives.
La loi pour la réforme fiscale, qui a été l’une des premières lois approuvées dans la démocratie espagnole après les élections générales de juin 1977, a bénéficié du parrainage technique d’Enrique Fuentes Quintana et de Francisco Fernández Ordóñez, en tant que ministre d’exécution. Dans son approche, le modèle fiscal social-démocrate, typique de l’État-providence qui avait été installé en Europe occidentale après la fin de la Seconde Guerre mondiale, a été copié, avec un long retard.

## Contenue de la réforme

### Loi sur la réforme fiscale
La réforme commença avec la présentation du projet de loi sur les mesures urgentes à la Commission de l’économie et des finances du Congrès des députés le 9 août 1977 et a été formalisée par la loi 50/1977 sur les mesures urgentes de réforme fiscale, du 14 novembre 1977, qui a été approuvée à la quasi-unanimité par le Congrès des députés. Son objectif principal était d’établir un système de transition et d’ouvrir la voie à l’introduction des nouvelles taxes qui devaient arriver l’année suivante , . Les principales mesures contenues dans la loi étaient les suivantes :
- Régularisation volontaire des contribuables
- Levée du secret bancaire
- Introduction de la criminalité fiscale
- Réglementation des sociétés intervenantes
- Mise en place de l’impôt sur la fortune, qui servira de témoin pour faciliter la mise en œuvre et la perception de l’impôt sur le revenu
- La réforme de la taxe de luxe
- Octroi de crédits d’impôt pour la création d’emplois.

### Suite en 1978
En 1978, une deuxième étape importante a été franchie dans la réforme, avec l’approbation de la loi 44/1978 sur l’impôt sur le revenu des personnes physiques (8 septembre 1978) et de la loi 61 de 1978 sur l’impôt sur les sociétés (27 décembre).
L’impôt sur le revenu de 1978 a créé un véritable impôt général sur le revenu et a mis fin au système existant d’imposition des personnes physiques dit « produit » qui était composé de 5 impôts indépendants qui étaient prélevés sur les revenus du travail, les biens urbains, la propriété rurale, le capital et les activités commerciales et industrielles. Ces impôts étaient considérés comme faisant partie de l’impôt général sur le revenu. En 1972, l’impôt général avait reçu 350 761 déclarations, dont seulement 29 389 ont donné lieu à un quota positif. Le nouvel impôt a également imposé les augmentations de richesse qui étaient auparavant exclues. L’unité familiale a été choisie comme base de l’impôt.
Au-delà de l’acceptation des principes généraux de la réforme, dans la finalisation des textes juridiques, la résistance de certains groupes de pression était évidente, certains d’entre eux intégrés au sein du gouvernement de l’UCD lui-même, qui n’a admis la réforme que lorsque certains mécanismes ont été assouplis pour éviter ou alléger l’impôt et qui ont été finalement laissée quelque peu doucher par rapport aux projets originaux de l’équipe de l’UCD: Enrique Fuentes Quintana et Francisco Fernández Ordóñez. Les modifications ont introduit un traitement fiscal plus favorable pour les revenus du capital et les gains en capital dans l’impôt sur le revenu des particuliers et ont éliminé les éléments de contrôle avec d’autres impôts, ce qui a laissé la porte ouverte à l’évitement fiscal des revenus non salariés. La mise en œuvre de certaines taxes a également été retardée, ce qui a réduit l’efficacité du nouveau système. De même, il n’y a pas eu de rénovation nécessaire et indispensable de l’administration fiscale pour pouvoir mener à bien une réforme qui a impliqué un changement drastique du système fiscal. Enfin, l’urgence de l’application des modifications a généré certaines lacunes formelles dans la réglementation elle-même. Tout cela obligera à apporter plusieurs corrections dans les années suivantes aux textes juridiques.

### Consolidation
Le point culminant de la réforme fiscale entamée en 1977 eu lieu sous les gouvernements socialistes González I et II, entre 1983 et 1988, et l’entrée de l’Espagne dans la Communauté économique européenne. Les mesures les plus importantes contenues dans la période sont :
- la création de la taxe sur la valeur ajoutée, la raison de sa création était une condition essentielle de l’entrée de l’Espagne dans la Communauté économique européenne.
- La progressivité de l’impôt sur le revenu des personnes physiques a été accentuée par les réformes menées par la loi 14/1985 sur le régime fiscal de certains actifs financiers et par la loi 48/1985
- Approbation d’un nouvel impôt sur les successions et les donations, par la loi 29/1987
- Modification des droits d’accises par la loi 45/1985, du 23 décembre, afin de les adapter de manière appropriée aux directives communautaires
- L’inspection et la gestion des impôts ont été réorganisées et des mesures de lutte contre la fraude fiscale ont été approuvées, avec la loi 10/1985 modifiant la loi générale fiscale et la loi organique 21/1985 modifiant le Code pénal dans le domaine des délits contre le trésor public.

Après quoi, la période de transition du Système fiscal espagnol a été achevée.